# Вокзальная площадь (Чернигов)
Вокзальная площадь (укр. Вокзальна площа) — площадь в Новозаводском районе Чернигова у ж/д вокзала, является началом проспекта Победы. На севере присоединяется улица Привокзальная.

## История
Была спланирована в 1960-е годы на месте бывшего сквера. 
Планируется реконструкция площади. 

## Описание
Движение не урегулировано светофорами. Центральная часть площади занята округлой в плане клумбой. Примыкают ж/д вокзал и автостанция №1, продуктовый магазин. 
Завершает композицию площади здание железнодорожного вокзала (1948 год) — памятник архитектуры местного значения. На здании вокзала закреплена «Мемориальная доска в честь черниговцев — героев-подпольщиков» (1941-1945, 2001). 
Площадь окружена нежилой застройкой, на севере расположена усадебная жилая застройка (улица Привокзальная). 
Транспорт:
- троллейбусные маршруты № 1, 3, 5 остановка Железнодорожный вокзал на проспекте Победы.